# DREAM (forløbsdatabase)
 For alternative betydninger, se DREAM (flertydig). (Se også artikler, som begynder med DREAM)
DREAM er en forløbsdatabase som udarbejdes af Styrelsen for Arbejdsmarked og Rekruttering, der hører under Beskæftigelsesministeriet. DREAM indeholder oplysninger om modtagelse af forsørgelsesydelser på ugeniveau for ca. 6 millioner personer, og siden 2008 også beskæftigelsesoplysninger for lønmodtagere. Databasen indeholder ligeledes andre grundlæggende personoplysninger som alder og herkomst. Databasen omfatter samtlige personer, der har modtaget visse offentlige overførselsindkomster, haft en lønindkomst eller været medlem i en A-kasse. DREAMs data starter i uge 32 i 1991, hvilket svarer til starten af det hedengange CRAM-register.
Databasen er baseret på data fra Beskæftigelsesministeriet, Undervisningsministeriet, CPR-registret samt SKAT. Den anvendes af forskellige ministerier, organisationer, forskere o.l. til forskellige forløbsanalyser over tid inden for området beskæftigelse og ledighed.
Forløbsdatabasen DREAM (Den Registerbaserede Evaluering Af Marginaliseringsomfanget) skal ikke forvekles med DREAM-modellen (Danish Rational Economic Agents Model), en langsigtet anvendt generel ligevægtsmodel, der vedligeholdes og udvikles af en gruppe økonomer under Finansministeriet.

## Eksterne referencer
- Henvisning på Danmarks Statistiks hjemmeside